# Галанов Максим Миколайович
Максим Миколайович Галанов (рос. Максим Николаевич Галанов; 13 березня 1974, м. Красноярськ, СРСР) — російський хокеїст, захисник. 
Вихованець хокейної школи «Сокіл» (Красноярськ). Виступав за «Лада» (Тольятті), «Бінгемптон Рейнджерс» (АХЛ), «Гартфорд Вулф-Пек» (АХЛ), «Нью-Йорк Рейнджерс», «Піттсбург Пінгвінс», «Атланта Трешерс», «Детройт Вайперс» (ІХЛ), «Луїзвілл Пантерс» (АХЛ), «Сент-Джонс Мейпл-Ліфс» (АХЛ), «Тампа-Бей Лайтнінг», «Сєвєрсталь» (Череповець), «Аугсбург Пантерс», «Нафтохімік» (Нижньокамськ), «Металург» (Новокузнецьк), «Рубін» (Тюмень), «Сокіл» (Красноярськ).
В чемпіонатах НХЛ — 122 матчі (8+12), у турнірах Кубка Стенлі — 1 матч (0+0). У чемпіонатах Німеччини — 47 матчів (4+16).
У складі національної збірної Росії учасник чемпіонату світу 2000 (6 матчів, 0+0). У складі молодіжної збірної Росії учасник чемпіонату світу 1993.
Досягнення
- Чемпіон ВХЛ (2011).